# Dreams (песня Бека)
«Dreams» — песня, записанная американским рок-музыкантом Беком, и выпущенная как первый сингл из студийного альбома Colors (2017). Музыка песни оптимистичная и фанковая, в отличие от более приглушенного звучания его предыдущего альбома Morning Phase (2014), где Бек заявил, что он «действительно пытался сделать что-то хорошее, играть вживую».

## История
Релиз песни состоялся 15 июня 2015 года.
Песня получила положительные отзывы музыкальной критики и интернет-изданий.
Журнал Rolling Stone включил песню «Dreams» в свой итоговый Список лучших песен 2015 года (поставив её на позицию № 23 в «Best songs of 2015»). Журнал Billboard также высоко отметил этот трек, назвал его «неотразимым треком для радио», и включил «Dreams» в свой итоговый список лучших песен 2015 года по мнению критиков (поставив её на сходную позицию № 23 в «25 Best Songs of 2015: Critics’ Picks»).

## Список композиций

### 12" (винил)
- Fonograf — B002363401[5]

| №  | Название | Длительность |
| -- | -------- | ------------ |
| 1. | «Dreams» | 5:14         |

| №  | Название                           | Длительность |
| -- | ---------------------------------- | ------------ |
| 1. | «Dreams» (Инструментальная версия) | 5:14         |
| 2. | «Dreams» (Acapella)                | 5:14         |

### Цифровые загрузки
| №  | Название | Длительность |
| -- | -------- | ------------ |
| 1. | «Dreams» | 5:14         |

## Чарты
| Чарты (2015)                                 | Высшая позиция |
| -------------------------------------------- | -------------- |
| Бельгия/Фландрия (Ultratip Bubbling Under)   | 12             |
| Бельгия/Валлония (Ultratip Bubbling Under)   | 37             |
| Канада (Billboard Canadian Hot 100)          | 81             |
| Франция (SNEP)                               | 154            |
| Япония (Billboard Japan Hot 100)             | 18             |
| США (Billboard Bubbling Under Hot 100)       | 6              |
| США (Billboard Hot Rock & Alternative Songs) | 9              |
| США (Billboard Adult Pop Airplay)            | 37             |
| США (Billboard Adult Alternative Songs)      | 1              |
| США (Billboard Alternative Airplay)          | 2              |
| США (Billboard Mainstream Rock)              | 36             |
| США (Billboard Rock & Alternative Airplay)   | 3              |

| Чарт (2015)                              | Позиция |
| ---------------------------------------- | ------- |
| США (Adult Alternative Songs, Billboard) | 5       |
| США (Alternative Songs, Billboard)       | 15      |
| США (Hot Rock Songs, Billboard)          | 26      |
| США (Rock Airplay Songs, Billboard)      | 15      |

## История выхода
| Страна | Дата             | Формат                 | Лейбл            | Ссылки |
| ------ | ---------------- | ---------------------- | ---------------- | ------ |
| В мире | 15 июня 2015     | Digital download       | Fonograf Capitol | [ 22 ] |
| Италия | 19 июня 2015     | Contemporary hit radio | Capitol          | [ 23 ] |
| США    | 21 августа 2015  | 12"                    | Fonograf Capitol | [ 5 ]  |
| США    | 14 сентября 2015 | Contemporary hit radio | Capitol          | [ 24 ] |